# طقس بيزنطي

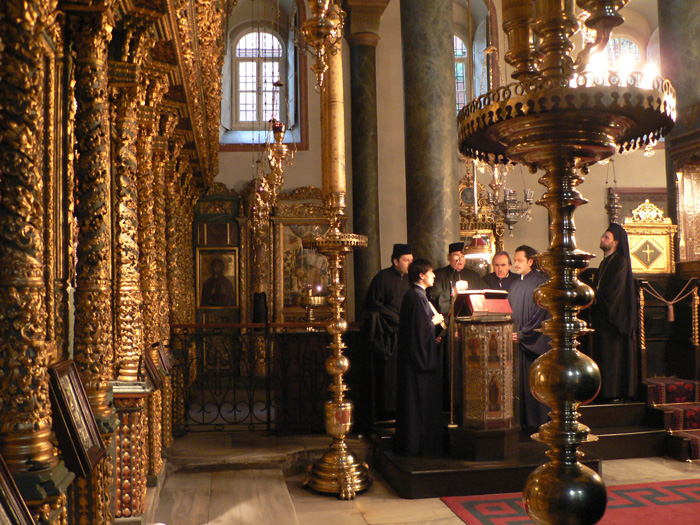
رهبان أرثوذكس يتعبدون حسب الطقوس البيزنطيّة.

الطقوس البيزنطية المعروفة أيضًا باسم الطقوس اليونانية أو طقوس القسطنطينية هي طقوس ليتورجية مستخدمة حاليًا من قبل الكنيسة الأرثوذكسية الشرقية، وبعض الكنائس الكاثوليكية الشرقية. بدأ تطور هذه الشعائر خلال القرن الثالث في القسطنطينية وهو الآن ثاني الطقوس الأكثر استخدامًا في العالم المسيحي بعد الطقوس الروماني الكاثوليكي.
يتكون الطقس من خلال الصلوات الإلهية، وصلوات الساعات، والأسرار السبعة المقدسة التي وضعتها كنيسة القسطنطينية. تملك الشعائر البيزنطية أيضًا تفاصيل عمارة، ورموز، وموسيقى ليتورجية، وملابس، وتقاليد خاصة بها والتي تطورت على مدى قرون. تقليديًا، يلعب الكتاب المقدس دورًا كبيرًا في العبادة البيزنطية، ليس فقط من خلال القراءات اليومية ولكن أيضًا من خلال العديد من الإقتباسات من الكتاب المقدس في أثناء الخدمات الدينية. حيث تتم قراءة سفر المزامير بشكل كامل كل أسبوع، ومرتين أسبوعيًا خلال الصوم الكبير.
الصوم في التقليد البيزنطي أكثر صرامًة مما كان عليه في الغرب المسيحي. في فترة الصوم الكبير على المؤمنين التخلي ليس فقط عن اللحوم، ولكن أيضًا منتجات الألبان، وفي العديد من الأصوام على المؤمن أيضًا الإنقطاع عن السمك والنبيذ.

## التاريخ
إن الطقوس في شكلها الحالي، هي نتاجٌ لتوليفة ثقافية طويلة تطورت في السنوات التي أعقبت حرب الأيقونات البيزنطية في القرنين الثامن والتاسع، إذ لعبت الأديرة واتصالاتها الثقافية بالأرض المقدسة دورًا حاسمًا. فمارست الطقوس الفلسطينية تأثيرًا مهيمنًا منذ القرن التاسع وحتى القرن الرابع عشر، ووُصفت بكونها «هجينة» بين طقوسٍ احتفالية سابقة أطلق عليها العلماء اسم طقوس كاتدرائية القسطنطينية، وطقوسٍ فلسطينية في القدس، وبشكلٍ رئيس من خلال (التيبيكون) الرهباني لدير مار سابا بالقرب من القدس. عادة ما ارتبطت التطورات اللاحقة بالأديرة في القسطنطينية بجبل آثوس، وكان يرعاها البلاط الإمبراطوري كدير ستوديوس الذي شكل حكمه نواة المجتمعات الرهبانية المبكرة في بلغاريا وكييف-روس. وشهدت تقاليد الطقوس تلك مزيدًا من التوسّع في الفترة الحديثة المبكرة، نتيجة التداخل الذي حصل بين التقاليد الصوفية المسيحية والإسلامية التي رعاها البلاط العثماني.
اختلفت ممارسات الكنيسة الروسية الأرثوذكسية عن ممارسات المسيحيين الأرثوذكس الآخرين الذين اتبعوا الممارسات اليونانية المعاصرة مع حلول منتصف القرن السابع عشر. وبذل البطريرك نيكون جهودًا لتصحيح ترجمات النصوص وتأسيس إصلاحات طقسية تتوافق مع الممارسات اليونانية. لم يقبل الجميع إصلاحات البطريرك نيكون، وأدى الانشقاق الذي نتج عن ذلك، إلى انقسام المسيحية الروسية إلى الكنيسة الأرثوذكسية الروسية الحالية، والمؤمنين القدامى المضطهدين تاريخيًا ممن حافظوا على عديدٍ من ممارسات العبادة القديمة.

## الأسرار المقدسة
تشير «الأسرار المقدسة» إلى عناصر المناولة المقدسة أو الأفخارستيا، والحضور الحقيقي للمسيح في القربان المقدس، وفي نصوص القداس الإلهي، والصلوات قبل المناولة وبعدها وفي أماكن أخرى، على سبيل المثال، في الالتماس الأول من الصلاة بعد المناولة: «فلتقوموا! بعد أن تناولنا الأسرار الإلهية المقدسة الطاهرة الخالدة السماوية الخالقة للحياة، والأسرار المَهِيبة للمسيح، فلنقدّم الشكر للرب باستحقاق».
يُطلق على الأسرار المقدسة أيضًا سمة لاهوتية واسعة تشتمل على الأسرار السبعة المحددة في الكنيسة الغربية ولكنها تختلف قليلًا في تأكيداتها – إذ تؤكد على طابعها السامي وتتخلى عن التعريفات اللاهوتية المتشددة التي ظهرت في القرون التي أعقبت الإصلاح. وعلى الرغم من أن الكنائس الأرثوذكسية الحديثة جميعها تراعي عادةً الأسرار السبعة ذاتها كما هو الحال في الكاثوليكية، لكنّ العدد غير ذات أهمية عقائدية، وحتى القرن السابع عشر، جرى الاختلاف على نحوٍ كبير حول عدد الطقوس التي تُعد «أسرارًا». على الرغم من الاختلافات التاريخية، فإن المؤمنين الأرثوذكس والكاثوليك المعاصرين متحدون عمومًا في النظر إلى الأسرار السبعة في الغرب، وعدد الأسرار المقدسة الأقل صرامة في الأرثوذكسية - سبعة فقط حسب الاتفاقية – وذلك بوصفها متكافئة فعليًا. وينظر الكاثوليك إلى الاثنين بوصفهما متطابقين.